# 신흥기업
주식회사 신흥기업은 서울특별시 송파구 중대로38길 17에 본사를 둔 서울특별시의 마을버스 업체이다. 

## 개요
1955년 3월 22일 신흥교통으로 설립되었으며, 1979년 서진교통을 흡수합병하였다. 1996년 문학사상사에 인수되어 현재의 상호로 바뀌었다. 2000년 말 용산구 마을버스 3번, 6번과 광진구 마을버스 1개를 각각 지역순환버스 467번(현 지선버스 0017번), 468번(개편 이후 지선버스 0016번, 현 마을버스 용산 04번), 469번(개편 이후 지선버스 2223번, 현 광진 05번)으로 각각 승격시켰다. 사무실과 차고지는 서울특별시 송파구 오금동과 서울특별시 광진구 자양동에 있다.
2016년 8월 10일부로 오케이버스에 인수되었다. 사명은 종전 유지하기로 하였고, 오케이버스 계열사에 속하게 되었다. 9월 28일 전 대표이사인 임대현 사장이 해임되고 여승종 대표이사가 취임함으로써 인수절차가 완전히 종료되었다. 2019년 12월 16일에 운행중인 노선 전체를 신흥운수로 이관했다.
2023년 3월 1일에 강남10번을 새롬교통으로 이관을 받으면서 현재에 이르고 있다.

## 운행 노선
2023년 5월 13일 기준이다.
| 운행노선 | 운행구간  | 운행구간 | 운행구간 | 배차간격 (분) | 인가 대수 | 비고                                 |
| -------- | --------- | -------- | -------- | ------------- | --------- | ------------------------------------ |
| 강남10번 | 개포주공A | ↔        | 양재역   | 18            | 10        | 구 서초마을 08-1번, 4430번, 강남09번 |

## 이전 운행 노선
| 운행노선 | 운행구간         | 운행구간    | 운행구간           | 비고                                        |
| -------- | ---------------- | ----------- | ------------------ | ------------------------------------------- |
| 304번    | 오금동           | ↔           | 서울역             | 3220번으로 노선 단축·형간전환               |
| 371번    | 오금동           | ↔           | 신촌역             | 노선 단축, 304번으로 변경                   |
| 0016번   | 남정초등학교     | ↔           | 서울역             | 2008년 9월 1일 오케이버스에 이관            |
| 0017번   | 청암동           | ↔           | 용산역             | 2008년 7월 1일 도원교통에 이관              |
| 2221번   | 자양동           | ↔           | 신설동             | 2019년 12월 16일 신흥운수에 이관            |
| 2222번   | 자양동           | ↔           | 고려대학교앞       | 2019년 12월 16일 신흥운수에 이관            |
| 2415번   | 자양동           | ↔           | 대치동             | 2019년 12월 16일 신흥운수에 이관            |
| 3216번   | 오금동           | ↔           | 청량리             | 2019년 12월 16일 신흥운수에 이관            |
| 3220번   | 오금동           | ↔           | 청량리             | 2019년 12월 16일 신흥운수에 이관            |
| 3414번   | 오금동           | ↔           | 서울고속버스터미널 | 2019년 12월 16일 신흥운수에 이관            |
| 8331번   | 마천사거리       | ↔           | 잠실역             | 2019년 12월 16일 신흥운수에 이관            |
| 2223번   | 서울신자초등학교 | ↔           | 강변역             | 2008년 11월 오케이버스에 이관               |
| 2225번   | 자양동 순환      | 자양동 순환 | 자양동 순환        | 노선 연장, 2415번으로 변경                  |
| 6649번   | 성락교회         | ↔           | 신도림역           | 2019년 12월 16일 신흥운수에 이관            |
| 6654번   | 해운회관         | ↔           | 여의도역           | 2019년 12월 16일 신흥운수에 이관            |
| 8001번   | 남정초등학교     | ↔           | 서울역             | 2008년 9월 1일 오케이버스에 이관            |
| 8331번   | 잠실역           | ↔           | 어도               | 오케이버스에 이관                           |
| 8340번   | 반포한강공원     | ↔           | 종합운동장역       | 도선여객, 우신운수와 공동배차로 운행하였다. |

## 사업장 현황
- 본사: 서울특별시 송파구 중대로38길 17 (오금동)

## 보유 차량

#### KGM커머셜
- KGM KGC090

#### 현대자동차
- 현대 그린시티

## 같이 보기
- 신흥운수